# Mori no Tonto Tachi
Elfos del bosque (森のトントたち Mori no Tonto Tachi?) (conocida en España como Noeli y en Hispanoamérica La historia de Santa Claus) es una serie de anime japonesa de 23 episodios. Fue coproducida por Zuiyo y Shaft, dirigida por Masakazu Higuchi, con música de Takeo Watanabe y transmitida originalmente por Fuji TV entre el 5 de octubre de 1984 y el 29 de marzo de 1985. En España comenzó a emitirse el 5 de septiembre de 1986 en TVE 1.

## Argumento
Trata sobre Joulupukki (nombre finés de Santa Claus) y sus ayudantes, los toletes que viven en Laponia, una región del norte de Finlandia.

## Cortometrajes en inglés
En 1991, los episodios se editaron juntos en dos cortometrajes llamados A Christmas Adventure y Christmas Reindeer Tales, de Saban Entertainment.